# النزة البحرية
قرية النزة البحرية هي إحدى القرى التابعة لمركز جهينة بمحافظة سوهاج في جمهورية مصر العربية. حسب إحصاءات سنة 2006، بلغ إجمالي السكان في النزة البحرية 11149 نسمة، منهم 5965 رجل و5184 امرأة.